# Beleg van Zaragoza (1808)
Het Beleg van Zaragoza vond plaats tussen 15 juni en 13 augustus in 1808 tijdens de Spaanse Onafhankelijkheidsoorlog. Het Spaanse garnizoen in de stad stond onder leiding van José Rebolledo de Palafox. De Franse belegeraars kenden in Jean-Antoine Verdier hun bevelhebber.

## Aanloop
Na de Opstand van Dos de Mayo verklaarde ook kapitein-generaal José Rebolledo de Palafox de oorlog aan de Franse bezetter en wist heel de regio Aragón in een massa-opstand de tebewegen. In reactie hierop marcheerde de Franse generaal Jean-Antoine Verdier met 6.000 soldaten naar Zaragoza om de belangrijkste stad van de regio in Franse handen te krijgen.

## Het beleg
De verschillende Spaanse troepen die de opmars van de Franse aanvaller zo veel mogelijk vertraging moesten geven werden met veel gemak terug gedreven naar Zaragoza. De verdedigingswerken van de stad waren in slechte staat en zouden geen belemmering vormen voor de Franse aanvaller. Door de grote hulp van de bevolking wist de Palafox de Franse aanvaller herhaaldelijk van de muren terug te slaan. Eind juni kreeg Verdier zo'n 3.500 man aan versterkingen. Daarna begon Verdier met een bombardement op de stad dat een maand lang zou aanhouden. Daarna wist de Franse legeraanvoerder de stad binnen te dringen met zijn Pools Uhlanen. Er waren dagenlang straatgevechten midden in de stad. Desalniettemin moest het Franse leger zich halverwege augustus terugtrekken door de vele verliezen.

## Nasleep

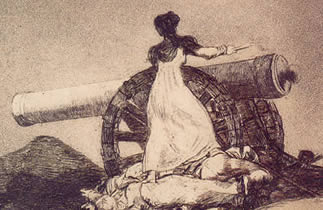
Augustina de Aragón richt een kanon door Goya

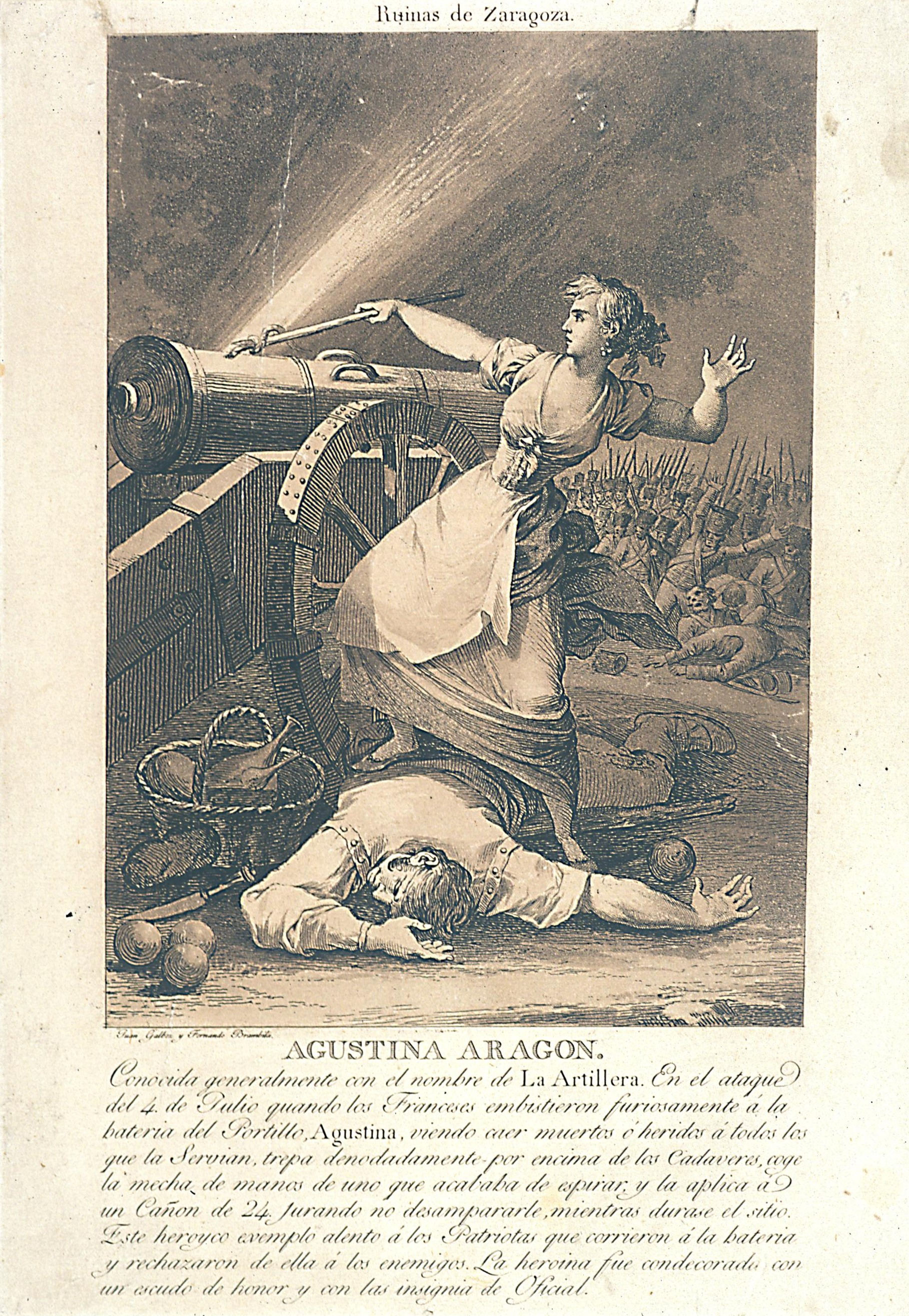
Dagblad uit die tijd met Augustina de Aragon

De daden van Palafox maakten van hem een nationale held. Naast hem bracht het beleg nog een heldin voort: Agustina de Aragón die zich een weg baande door vijandelijk vuur om een kanon op de Fransen te richten en af te vuren. In 1809 ondernamen de Fransen nog een tweede beleg op de stad, waarin de Spaanse inwoners uiteindelijk wel moesten buigen voor het Franse leger.